# Coelidia tornowii
Coelidia tornowii är en insektsart som beskrevs av Bréthes 1904. Coelidia tornowii ingår i släktet Coelidia och familjen dvärgstritar. Inga underarter finns listade i Catalogue of Life.